# 波克羅夫卡 (博霍杜希夫區)
49°54′45″N 35°17′9″E / 49.91250°N 35.28583°E
波克羅夫卡（烏克蘭語：Покровка）是位於烏克蘭東部的村莊，由哈爾科夫州博霍杜希夫區的科洛馬克市鎮負責管轄。該村始建於1675年，面積1.08平方公里，海拔高度174米，2001年人口350，人口密度每平方公里324.1人。